# Kazimierz Morawski (filolog)
Kazimierz Franciszek Dzierżykraj-Morawski herbu własnego (ur. 29 stycznia 1852 w Jurkowie, zm. 25 sierpnia 1925 w Krakowie) – polski filolog klasyczny, historyk, profesor i rektor Uniwersytetu Jagiellońskiego, prezes Polskiej Akademii Umiejętności, kandydat na urząd Prezydenta RP. Odznaczony Orderem Orła Białego.

## Życiorys
Pochodził z rodziny ziemiańskiej – był synem Kajetana i Józefy z Łempickich, oraz starszym bratem Zdzisława. Uczęszczał do Gimnazjum św. Marii Magdaleny w Poznaniu (1861–1869), gdzie wśród jego nauczycieli był m.in. późniejszy arcybiskup gnieźnieński Edward Likowski oraz August Wannowski, nauczyciel języków klasycznych. W latach 1869–1874 studiował filologię i historię na Uniwersytecie Humboldta w Berlinie (m.in. u przyszłego noblisty Theodora Mommsena). W 1874 na tej uczelni obronił pracę doktorską, pt. Quaestiones Quintilianae, przygotowaną pod kierunkiem Emila Huebnera. Pracował jako profesor łaciny w Gimnazjum św. Macieja we Wrocławiu (1875–1876), w 1878 habilitował się w dziedzinie filologii klasycznej na Uniwersytecie Jagiellońskim i rozpoczął wykłady z latynistyki na tej uczelni jako docent w II Katedrze Filologii Klasycznej. Od 1880 był profesorem nadzwyczajnym i kierownikiem III Katedry Filologii Klasycznej, a wraz z nominacją na profesora zwyczajnego (1887) objął I Katedrę Filologii Klasycznej. W roku akademickim 1902/1903 pełnił funkcję dziekana Wydziału Filozoficznego, a w 1906/1907 – rektora UJ.
Od 1883 był członkiem korespondentem, a od 1887 – członkiem czynnym Akademii Umiejętności w Krakowie (późniejszej Polskiej Akademii Umiejętności); pełnił funkcje: dyrektora Wydziału I (Filozoficznego) AU (1890–1917), wiceprezesa akademii (1917–1918), a od 12 lutego 1918 – trzeciego w historii jej prezesa (po śmierci historyka literatury, Stanisława Tarnowskiego). Brał udział w pracach komisji akademii – Komisji dla Badań w Zakresie Historii Literatury i Oświaty w Polsce (1880–1890 – sekretarz, 1893–1904 – przewodniczący), Komisji Filologicznej (od 1912 – przewodniczący), Komisji Języka Polskiego i Komisji Orientalistycznej. Należał ponadto do innych towarzystw naukowych i społecznych, m.in. Poznańskiego Towarzystwa Przyjaciół Nauk (1879 – członek zwyczajny, 1917 – członek honorowy), Towarzystwa Naukowego we Lwowie (1920 – członek czynny), Stowarzyszenia Przyjaciół Francji (prezes). Został odznaczony m.in. austriackim Orderem Żelaznej Korony III klasy, Orderem Orła Białego (1921) i (1922) komandorią francuskiej Legii Honorowej. Akademia Umiejętności przyznała mu dwukrotnie nagrodę im. Barczewskiego za prace: Andrzej Patrycy Nidecki (1891) i Historia Uniwersytetu Jagiellońskiego. Średnie wieki i Odrodzenie (1900).
Od 1907 zasiadał w austriackiej Izbie Panów. We wrześniu 1914 został wybrany członkiem galicyjskiej C. K. Rady Szkolnej Krajowej. W grudniu 1922 Związek Ludowo-Narodowy wysunął jego kandydaturę na prezydenta RP w wyborach następcy zamordowanego Gabriela Narutowicza. 20 grudnia 1922 – w jedynej turze głosowań – uległ Stanisławowi Wojciechowskiemu (otrzymał 221 głosów, zaś jego konkurent – 298).
Był długoletnim prezesem i został członkiem honorowym kolonii Wakacyjnych dla uczniów Szkół Średnich.
Był dwukrotnie żonaty. Pierwsza żona, Helena, córka Władysława Wężyka, zmarła po dwuletnim pożyciu, osierocając syna Kazimierza Mariana. Żona druga, Maria z Chłapowskich, urodziła syna Krzysztofa oraz dwie córki.
Chorował na serce, a zmarł 25 sierpnia 1925 w Krakowie. Został pochowany w grobowcu rodzinnym na cmentarzu Rakowickim w Krakowie (kwatera PAS 24-zach-między Dunajewskich i Bielskich).

## Praca naukowa
Zainteresowania naukowe Kazimierza Morawskiego obejmowały retorykę rzymską, historię i topografię Rzymu, hellenistykę, literaturę polsko-łacińską, dzieje kultury polskiej, historię Uniwersytetu Jagiellońskiego. Cieszył się sławą najwybitniejszego na świecie znawcy retorycznego stylu rzymskiego, a wielu intelektualistów (m.in. Henryk Sienkiewicz, Tadeusz Sinko, Julian Krzyżanowski) uważało go za twórcę nowoczesnej polskiej filologii klasycznej. Sienkiewicz korzystał z jego konsultacji przy pracy nad powieścią Quo vadis. Morawski analizował twórczość Tacyta, prowadził badania porównawcze nad autorami starożytnymi (m.in. Owidiuszem, Cyceronem i Horacym). W obszernej, siedmiotomowej pracy Historia literatury rzymskiej (1909–1921) przedstawił syntezę dziejów piśmiennictwa łacińskiego do końca III wieku n.e. Przygotował krytyczne wydanie poematów łacińskich Andrzeja Krzyckiego, Andriae Cricii carmina (1888), napisał przedmowę do wydania Iliady Homera w przekładzie Jana Czubka (1920). Zainicjował wydawanie „Archiwum Filologicznego”, „Biblioteki Przekładów z Literatury Starożytnej”, „Corpus Antiquissimorum Poetarum Poloniae Latinorum”, Słownika łaciny średniowiecznej w Polsce. W 1916 opublikował przekład dzieł Sofoklesa (Tragedye).
Do grona przyjaciół Kazimierza Morawskiego należało wiele wybitnych osobistości – Józef Szujski, Julian Klaczko, Jan Matejko, Jan Marcin Rozwadowski, Henryk Sienkiewicz, Stanisław Tarnowski i Wilhelm Creizenach.

## Uczniowie
Był twórcą największej polskiej szkoły filologicznej. Z okazji 30-lecia pracy naukowej otrzymał księgę honorową: Stromata in honorem C. Morawski (1908). Jego studentami byli m.in. Jan Bystroń, Jan Stanisław Bystroń, Seweryn Hammer, Józef Kallenbach, Jerzy Kowalski, Kazimierz Kumaniecki, Tadeusz Lehr-Spławiński, Jan Michał Rozwadowski, Tadeusz Sinko, Gustaw Przychocki, Jan Sajdak, Jerzy Schnayder, Stanisław Skimina, Stanisław Witkowski.

## Publikacje
| - 1873 O początku mowy i rozwoju języka - 1875 Przyczynki do charakterystyki języka Wellejusza Paterkula Quaestionum Charisianarum specimen - 1878 Beitraege zur Charakteristik der Sprache des Velleins Chrześcijaństwo i patrycjat rzymski - 1887 Wiersze makaroniczne łacińsko-polskie utworu autora hiszpańskiego - 1891 Andrzej Patrycy Nidecki - 1892 Jakub Górski, jego życie i dzieła | - 1893 Dwaj cesarze rzymscy Tyberyusz i Hadryan - 1900 Historia Uniwersytetu Jagiellońskiego. Średnie wieki i Odrodzenie - 1909–1921 Historia literatury rzymskiej - 1921 Rzym, portrety i szkice - 1922 Zarys literatury rzymskiej Ku czci pracy i w obronie nauki Nowa epoka ludzkości a szkoła klasyczna, [w:] O naprawę Rzeczypospolitej - 1924 Rzym i narody |